# Kanegra
Kanegra (olaszul:  Canegra) falu Horvátországban, Isztria megyében. Közigazgatásilag Bujéhoz tartozik.

## Fekvése
Az Isztria északnyugati részén, Umagtól 8 km-re északkeletre, községközpontjától 12 km-re északnyugatra, a Pirani-öböl partján, a szlovén határ közelében egy fenyőerdőkkel övezett domboldalon fekszik szép kilátással a Pirani-öbölre. Állandó lakosság nélküli üdülőtelep.

## Története
Területén már az őskorban éltek emberek. Ezt igazolják azok a leletek, melyeket a Kanegra feletti barlangokban az 1960-as évek elején találtak és ma az umagi városi múzeumban találhatók. Kanegra egykor kőbányájáról volt nevezetes. Az 1950-es évektől egyre több nyaraló és hétvégi ház épült fel ezen a területen, melyek tulajdonosai többségben szlovén cégek és polgárok voltak. Az Istraturist 1973-ban nyitotta meg itteni üdülőtelepét és autós kempingjét. Turisztikai irodáját 1997-ben nyitották meg. Az üdülőfaluban 1190 szálláshely, a kempingben 400 hely várja a turistákat. A kiszolgáló létesítmények között két étterem, szupermarket, két teniszpályás sportcentrum található.

## Lakosság
| Lakosság változása | Lakosság változása | Lakosság változása | Lakosság változása | Lakosság változása | Lakosság változása | Lakosság változása | Lakosság változása | Lakosság változása | Lakosság változása | Lakosság változása | Lakosság változása | Lakosság változása | Lakosság változása | Lakosság változása | Lakosság változása |
| ------------------ | ------------------ | ------------------ | ------------------ | ------------------ | ------------------ | ------------------ | ------------------ | ------------------ | ------------------ | ------------------ | ------------------ | ------------------ | ------------------ | ------------------ | ------------------ |
| 1857               | 1869               | 1880               | 1890               | 1900               | 1910               | 1921               | 1931               | 1948               | 1953               | 1961               | 1971               | 1981               | 1991               | 2001               | 2011               |
| 0                  | 0                  | 0                  | 0                  | 0                  | 0                  | 0                  | 0                  | 28                 | 4                  | 4                  | 2                  | 0                  | 0                  | 0                  | 0                  |